# Freienorla
Freienorla ist eine Gemeinde im Saale-Holzland-Kreis in Thüringen.

## Geografie
Der Ort und das Gut Pritschroda liegen im Süden des Saale-Holzland-Kreises in der landschaftlich reizvollen Umgebung des Saaletals. Hier mündet die Orla in die Saale. Bedeutendste Nachbargemeinde ist die Landstadt Orlamünde am gegenüberliegenden Saaleufer, mit dem nur knapp 1 km von Freienorla entfernten Stadtteil Naschhausen. Weitere Nachbargemeinden sind im Norden saaleabwärts Großeutersdorf und Kleineutersdorf sowie im Osten Hummelshain und im Süden die Gemeinde Langenorla im Saale-Holzland-Kreis und der Ortsteil Niederkrossen der Gemeinde Uhlstädt-Kirchhasel im Landkreis Saalfeld-Rudolstadt.

## Geschichte

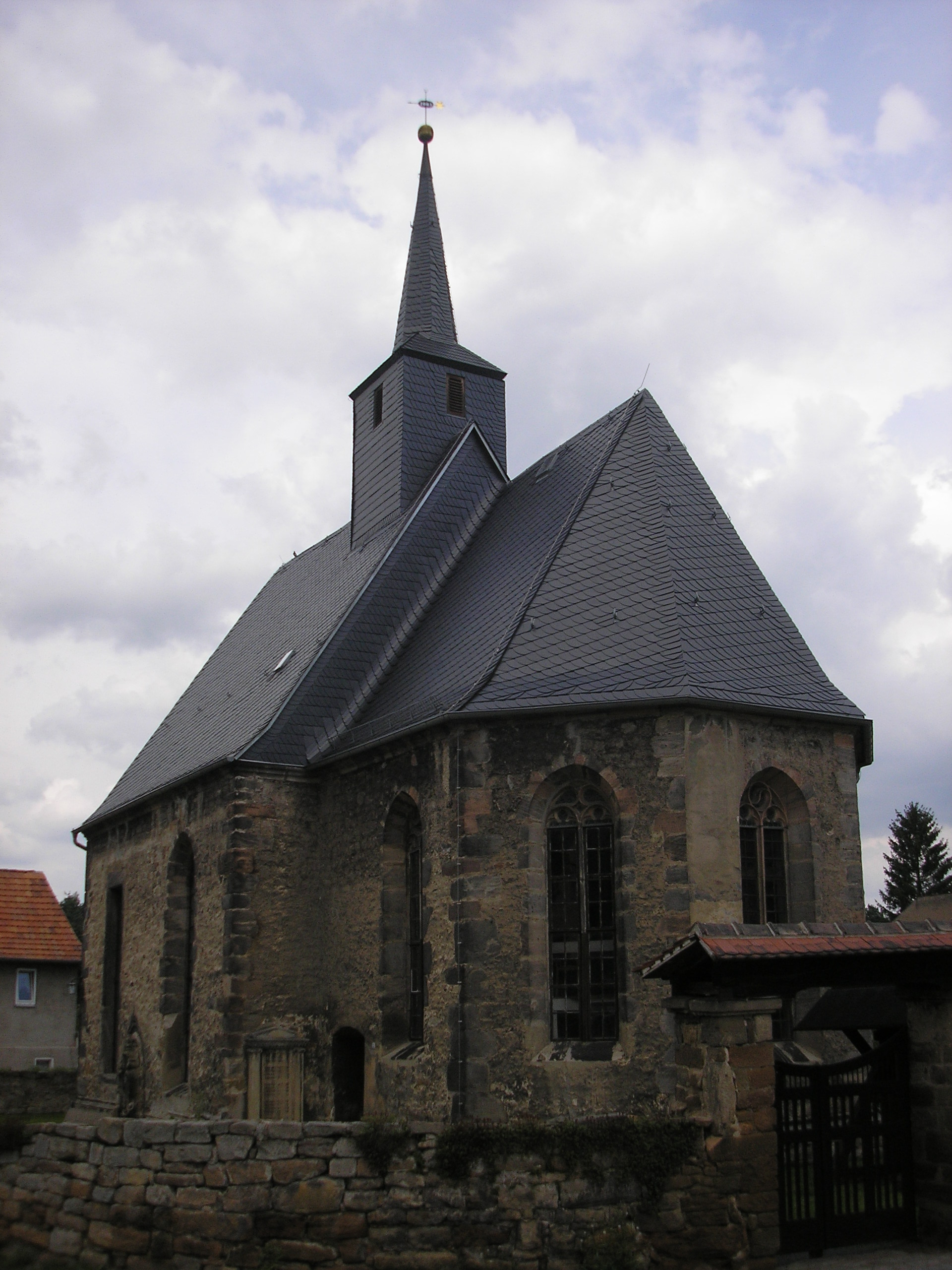
Dorfkirche

Bereits 500 v. Chr. gibt es erste Hinweise einer Besiedlung (Urnenbrandstätten am Hahnenborn). Auf 1176 n. Chr. datieren Hinweise über eine Wassermühle an der Orlafurt. Erste urkundliche Erwähnungen gehen auf die Zeit 1235–1237 zurück. In diesem Jahrhundert wurde auch die Kirche mit Kirchhofsmauer im gotischen Stil erbaut. 1378 tauchte erstmals urkundlich der Name Vrienorla auf. Die Nachbargemeinden gehörten zum Orlamünder Burggericht. Ob Freienorla je dazu gehörte, ist nicht belegt. Die Freienorlaer behaupten, nie einer fremden Herrschaft Untertan gewesen zu sein.
Die Territorialherrschaft lag zunächst bei den Grafen von Orlamünde, denen ab 1344 die Wettiner folgten, die die Pflege Orlamünde und Kahla einrichteten, aus der schließlich das Amt Leuchtenburg entstand.
Die Reformation hielt früh Einzug und 1524 appellierten die Bewohner von Freienorla zusammen mit denen von Orlamünde an den Kurfürsten Friedrich den Weisen, den in Orlamünde predigenden Andreas Bodenstein („Karlstadt“), der als Bilderstürmer für Unruhe sorgte, in seinem Amt zu belassen. 1525 waren Bauern aus Freienorla, Langenorla und Kleineutersdorf am Bauernkrieg beteiligt, sie wurden jedoch besiegt und ihre Anführer in Kahla hingerichtet.
1547 machte Freienorla von sich reden, als während des Schmalkaldischen Krieges der Obrist Joachim von Brandenstein an der Engstelle von Freienorla spanische Soldaten in die Zange nahm und sie mit blutigen Köpfen nach Hause schickte. Der Dreißigjährige Krieg war mit häufigen Einquartierungen, Plünderungen und eingeschleppten Seuchen verbunden. Alleine im Jahr 1641 waren im Ort 31 Todesopfer zu beklagen.
Infolge der Ernestinischen Teilungen gehörte Freienorla ab 1572 zu Sachsen-Weimar, ab 1603 zu Sachsen-Altenburg und ab 1672 zu Sachsen-Gotha-Altenburg. 1826 kam die Gemeinde schließlich zum von der Hildburghauser Linie wiederbegründeten Herzogtum Sachsen-Altenburg und gehörte darin zum Westkreis, der 1900 in den Verwaltungsbezirk Roda umgewandelt wurde, Vorläufer des Landkreises Jena-Roda (ab 1922) bzw. Stadtroda (ab 1925) im Land Thüringen und ab 1952 des Kreises Jena-Land im Bezirk Jena in der DDR, ehe der Ort nach der Wende 1994 zum neuen Saale-Holzland-Kreis im wiederbegründeten Land Thüringen kam.
Die Einwohnerentwicklung war wie folgt: 1671 wurden 31 hausgesessene Männer gezählt, 1785 waren es 35. 1910 hatte Freienorla 314 Einwohner, 1933 309 und 1939 288. 1990 lebten in der Gemeinde 381 Einwohner.

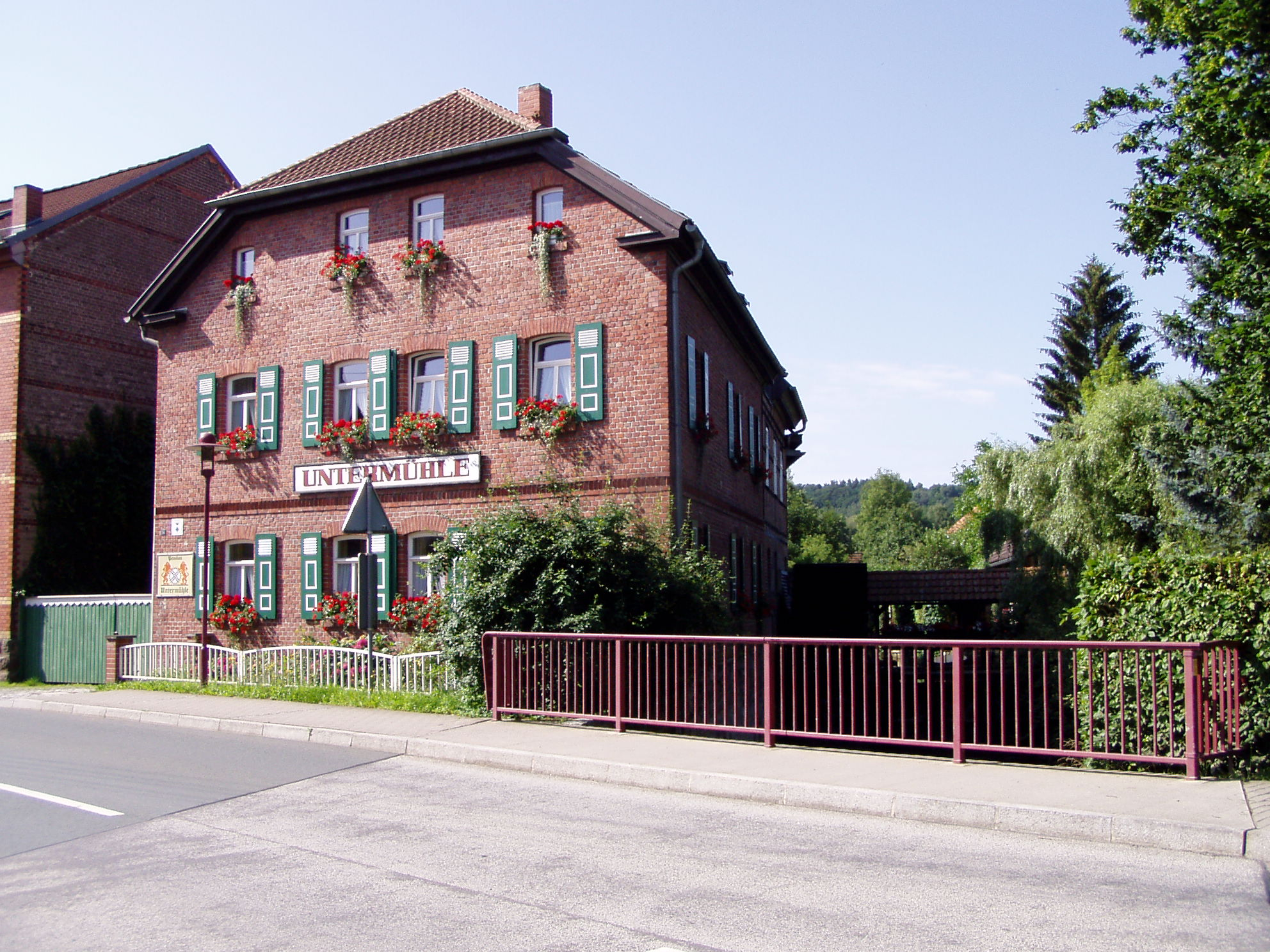
Die Untermühle ist in Privatbesitz und wird u. a. als Pension genutzt

In Freienorla standen zwei der 15 Mühlen im Gebiet der Orla. Die unter Denkmalschutz stehende Untermühle kann heute noch besichtigt werden. Bereits 1447 gibt es Hinweise auf sie. Die Untermühle besaß damals schon Schankrecht. Ursprünglich gehörte sie den Adligen von Eichenberg. Am 15. Dezember 1895 brannte die Mühle ab. In den folgenden drei Jahren (1896–98) erfolgte ihr Wiederaufbau mit moderner Mühltechnik und einem 5,5 m großen Wasserrad. Sie arbeitete anschließend als Handelsmühle mit Bäckerkundschaft zwischen Jena und Pößneck. Die zweite Mühle in Freienorla war die erstmals 1553 erwähnte Obermühle, die als Mahlmühle, Sägemühle und Ölmühle betrieben wurde. Bereits 1785 ist in der Obermühle eine Tuchweberei dokumentiert. Ab 1840 richtete die Firma Gottlob Christoph Schwabe hier eine Spinnfabrik ein, die 1843 einem Großbrand zum Opfer fiel, jedoch bereits nach wenigen Monaten ihre Produktion wieder aufnehmen konnte. 1887 musste der Betrieb jedoch schließen und nach mehreren Verkäufen gelangte die Liegenschaft an den Unternehmer Georg Ludolf Bodenstab, der hier 1895 eine Porzellanfabrik eröffnete, die mit zunächst 50 Mitarbeitern erst Weißware und ab 1900 auch bemaltes Porzellan produzierte. 1914 waren hier bereits 170 Mitarbeiter beschäftigt, doch musste infolge des Ersten Weltkriegs der Betrieb bis 1921 ruhen. 1933 ging das Werk in den Besitz der jüdischen Porzellanhändler Benno Frank und Julius Friedheim aus Koblenz über, die 1938 enteignet wurden. 1946 wurde der Betrieb zum VEB Porzellanfabrik Freienorla, der 1956 dem VEB Ostthüringer Porzellanwerke angeschlossen wurde. Nachdem die Konzentration mit der Gründung des VEB Porzellankombinat Kahla weiter voranschritt, erwiesen sich deren Nebenbetriebe, wie der in Freienorla, mit ihrer überalterten Technik als zunehmend unwirtschaftlich, sodass es 1970 zur Schließung des Werks kam, dessen Gebäude in der Folge zur Lagerung von Konserven genutzt wurden. Nach der Wende zog ein Autohaus hier ein, zwei Etagenrundöfen aus der Zeit der Porzellanproduktion sind jedoch noch erhalten.

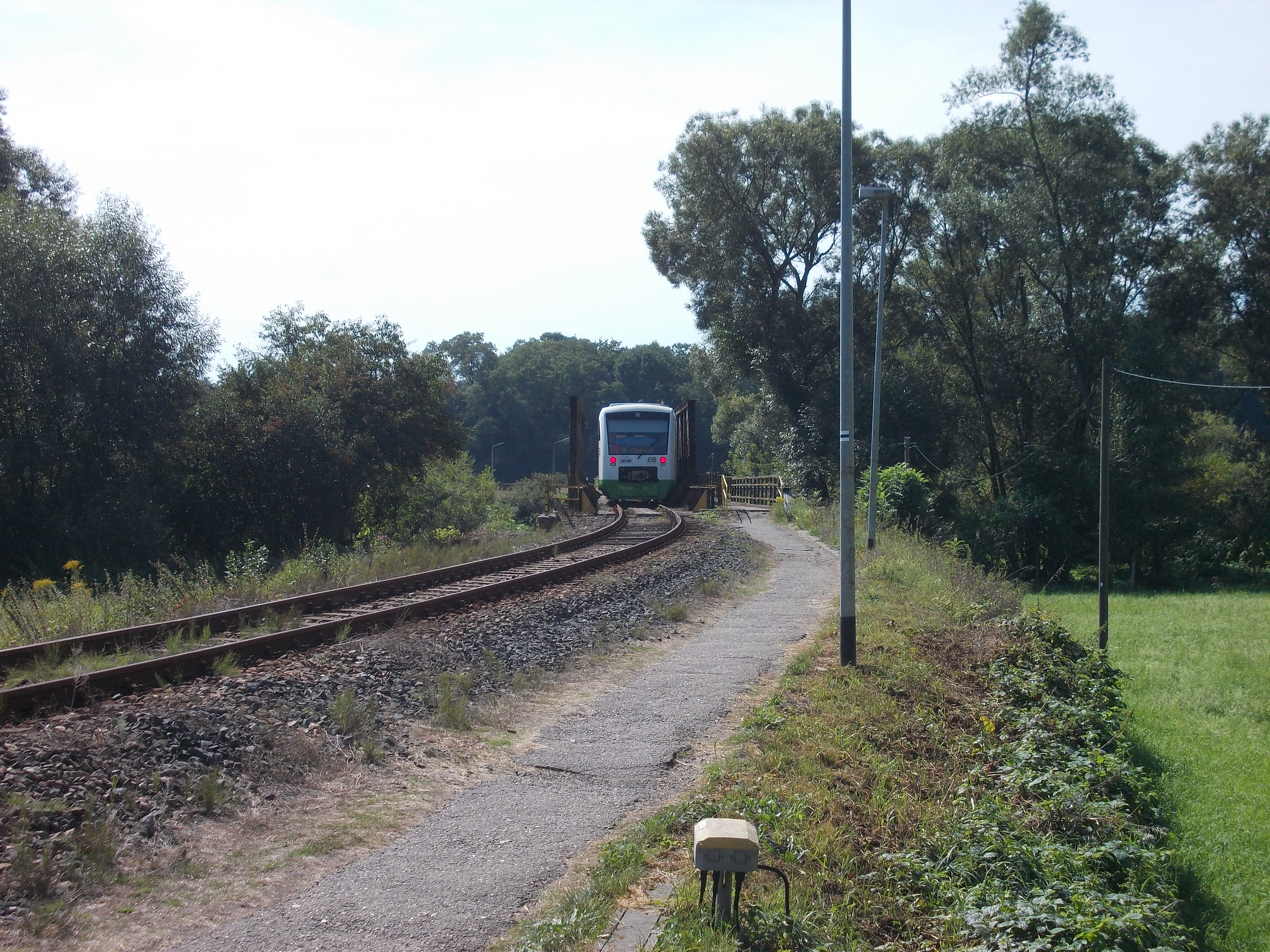
Saalebrücke der Orlabahn

Auch der historische denkmalgeschützte Bahnhof (heute: Haltepunkt) existiert heute noch. Er liegt an der Eisenbahnlinie Orlamünde–Freienorla–Pößneck, die am 1. Oktober 1889 eröffnet wurde.
Auf dem Friedhof wurden sieben Opfer eines KZ-Todesmarsches begraben, der im April 1945 von SS-Männern durch den Ort getrieben wurde. Etwa 1.500 Häftlinge mussten zwei Nächte in Scheunen und im Garten der Porzellanfabrik nächtigen, bevor sie weitergetrieben wurden. Im Jahre 1985 wurde zu ihrem Gedenken in der Ortsmitte eine Todesmarsch-Stele errichtet.

## Wirtschaft und Infrastruktur
In der Gemeinde bestehen eine Reihe von Gewerbebetrieben, darunter ein Werkzeughandel, eine Tischlerei, ein Getränkehandel und ein Autohaus. Auch das Tourismus- und Gaststättengewerbe ist in Freienorla von Bedeutung: In der alten Untermühle befindet sich heute eine Pension, eine weitere ist im Osten des Ortes. Der Gasthof „Zum Schwan“ mit Pension befindet sich neben der Laurentiuskirche am Dorfplatz.

### Verkehr
Der Haltepunkt Freienorla wurde bereits erwähnt. In Orlamünde-Naschhausen, in Sichtweite von Freienorla, trifft die Bahnstrecke Orlamünde–Oppurg auf die Saalebahn, die bis zur Eröffnung der Schnellfahrstrecke Nürnberg–Erfurt Teil der Fernverbindung Berlin–Leipzig–Nürnberg–München war.
Durch den Ort führt die Landstraße L 1108 von Orlamünde nach Pößneck, von der in Freienorla die Straße nach Hummelshain abzweigt. Die B 88 führt durch das nahe Orlamünde. Über diese erreicht man den nächsten Autobahnanschluss der A 4 bei Jena.
Im Rahmen der JES Verkehrsgesellschaft besteht eine Busverbindung nach Orlamünde bzw. Kahla.

## Persönlichkeiten
- Gotthold Gundermann (1856–1921), klassischer Philologe, Professor in Gießen und Tübingen.